# 马文普
马文普（1945年—），男，汉族，河北景县人，中华人民共和国政治人物，中国共产党党员，第十一届全国人民代表大会北京地区代表。

## 生平
毕业于芬兰坦佩雷大学。2003年12月，欧美同学会第五届理事会第一次会议在北京召开，他担任副会长。2008年，当选为全国人大外事委员会副主任委员。